# فيلي أسبيري
فيلي أسبيري (بالإنجليزية: Willie Asbury)‏ هو لاعب كرة قدم أمريكية أمريكي، ولد في 22 فبراير 1943 في كروفوردفيل في الولايات المتحدة.

## وصلات خارجية
- فيلي أسبيري على موقع مرجع كرة القدم المحترفة.كوم (الإنجليزية)